# Iunie 1996
Acest articol este generat integral pe baza informațiilor din articolul 1996 și este actualizat periodic de un robot.
 Editările făcute în articol vor fi șterse la următoarea actualizare! Dacă doriți să faceți modificări, editați articolul-sursă.

ianuarie -
februarie -
martie -
aprilie -
mai -
iunie -
iulie -
august -
septembrie -
octombrie -
noiembrie -
decembrie
Iunie 1996 a fost a șasea lună a anului și a început într-o zi de sâmbătă.

## Evenimente
- 2 iunie: Primul tur al alegerilor locale în România. Prezență la vot 56,47%.
- 4 iunie: După primele estimări ale rezultatelor la alegerile locale, Gheorghe Funar la Cluj-Napoca și-a anunțat victoria. Suporterii liderului PUNR au scandat „Nu-i valută ca dolaru’/și primar ca și Funaru.[1]
- 5 iunie: Se stabilește ca data alegerilor parlamentare și prezidențiale să fie 3 noiembrie, iar pragul pentru accesul partidelor în Parlament să rămână 3%. CDR și PD au propus pragul de 5%, dar celelalte partide, în frunte cu PDSR, au impus vechiul prag de 3%.
- 8 iunie: Miron Mitrea, vicepreședintele PDSR, anunță că „Ion Iliescu a decis ca PDSR să strângă semnături pentru candidatura sa la un nou mandat pentru prezidențialele din toamnă”.
- 11 iunie: La o conferință de presă Adrian Năstase, președintele executiv al PDSR, apare îmbrăcat cu un tricou alb pe scrie cu negru Ilyescu. Tricoul este un cadou pentru PDSR de la caricaturistul Mihai Stănescu.
- 11 iunie: Mădălin Voicu, liderul romilor, a declarat că nu va fi liniște în București dacă Victor Ciorbea va fi ales primar, deoarece romii îl doresc în această funcție pe Ilie Năstase, iar cu Victor Ciorbea nu vor colabora.[1]
- 12 iunie: Curtea Supremă de Justiție îl pune în libertate, după 1 an și jumătate de detenție, pe Ion Stoica, fostul patron al jocului „Caritas“. Curtea îl scoate de sub acuzația de bancrută frauduloasă și îl condamnă la un an și jumătate închisoare pentru fals intelectual, dar, constatând că acesta și-a ispășit deja pedeapsa, îl eliberează.[1]
- 16 iunie: Al doilea tur al alegerilor locale în România.  Alegătorii se prezintă la urne acolo unde candidații pentru posturile de primari n-au obțint majoritatea absolută la primul tur de scrutin (municipiul București plus alte 49 de municipii) și unde participarea la vot a fost mai mică decât jumătate (16 municipii).
- 17 iunie: Biroul Electoral Central al municipiului București comunică că prezența la vot a fost de 53,79% și câștigătorul postului de Primar General al Capitalei este candidatul CDR, Victor Ciorbea, pentru care au votat 56,74% dintre alegători. Contracandidatul său, susținut de PDSR, Ilie Năstase, a obținut 43,26% din voturi. Posturile de primari ai sectoarelor Capitalei au fost câștigate de candidații CDR, cu excepția sectorului 1 unde a ieșit învingător independentul George Pădure (55,77% din voturi).
- 30 iunie: Echipa națională de fotbal a Germaniei învinge echipa națională de fotbal a Cehiei cu scorul de 2-1 și câștigă Euro 1996.

## Nașteri
- 1 iunie: Tom Holland (n. Thomas Stanley Holland), actor și dansator britanic
- 1 iunie: Călin-Constantin Balabașciuc, politician
- 12 iunie: Albertina Kassoma, handbalist angolez
- 13 iunie: Kingsley Junior Coman, fotbalist francez
- 18 iunie: Cătălin Căbuz, fotbalist român (portar)
- 18 iunie: Alen Halilović, fotbalist croat
- 19 iunie: Larisa Iordache, sportivă română (gimnastică artistică)
- 21 iunie: Andrei Radu, fotbalist român
- 21 iunie: Paul Iacob, fotbalist român
- 24 iunie: Duki (Mauro Ezequiel Lombardo), rapper argentinian
- 26 iunie: Diana Belbiță, luptătoare română
- 28 iunie: Donna Vekić, jucătoare croată de tenis
- 28 iunie: Milot Rashica, fotbalist kosovar

## Decese
Hideo Sakai, fotbalist japonez (n. 1909)
Vito Scotti, 78 ani, actor american (n. 1918)
Piotr Abraszewski, 90 ani, pictor polonez (n. 1905)
Jo Van Fleet, actriță de teatru, fim și de televiziune americană (n. 1915)
Adam Mularczyk, actor polonez (n. 1923)
Ella Fitzgerald (Ella Jane Fitzgerald), 79 ani, cântăreață americană de jazz (n. 1917)
Andreas Papandreou, 77 ani, politician grec, prim-ministru al Greciei (1981-1989 și 1993-1996), (n. 1919)
Isao Yamagata, 80 ani, actor japonez (n. 1915)